# Saubraz
Saubraz é uma comuna da Suíça, situada no distrito de Morges, no cantão de Vaud. Tem 3,69 km² de área e sua população em 2018 foi estimada em 418 habitantes.